# ياغي سيان
مُؤيِّد الدين ياغي سيان بن مُحمَّد بن ألب السُلجوقي (1011 - توفي 2 يونيو 1098) ابن أمير أنطاكية محمد بن ألب. عينه ملك شاه الذي استولى على انطاكية عام 1085 أميراً أو والياً عليها حوالي عام 1090. بعد وفاة ملك شاه أصبح تُتُش بن ألب أرسلان (تاج الدولة) والياً على الشام وأقر ياغي سيان على حكم أنطاكية وضم إليه قرى منبج وتل باشر. وبعد مقتل تتش عام 1095 تقاتل ولديه رضوان حاكم حلب ودقاق (شمس الملوك) حاكم دمشق وانضم ياغي سيان إلى رضوان (نسيبه وزوج ابنته) وحاصروا دمشق لكن عجزوا عن دخولها فرجعوا. وراسل دقاق ياغي سيان في مفارقة رضوان وحصار حلب فاجتمعوا في قنسرين وأقتتلوا فيها ثم أصطلحوا على ان يخطب لرضوان في دمشق وانطاكية قبل دقاق. في وقتاً لاحق من عام 1097، تشاجر رضوان مع جناح الدولة، فزاد من تحالفه مع رضوان بزواج ابنته منه. كان الاثنان على وشك الإقتتال في شيزر عندما وصلت أنباء الحملة الصليبية، وتراجعت جميع الأطراف إلى أراضيها استعدادًا للهجمات الصليبية.

## سيرته
كان ياغي سيانٍ على درجةٍ من الكفاية مكَّنته من اكتساب رضاء تُتُش أمير دمشق، شقيق السُلطان ملكشاه، الذي شكَّلت أنطاكية جُزءًا من أملاكه، حتَّى إذا ما توفَّى تُتُش ظلَّ ياغي سيان مُحتفظًا بِأنطاكية. ويظهر أنَّ استبداد ياغي سيان وتعسُّفه كان لهُ أثرٌ كبيرٌ في استياء النصارى في شمال الشَّام ممَّا جعلهم يميلون نحو الصليبيين ويطلبون العون منهم؛ يقول ابن العديم: «…وَفَعَلَ أَهْلُ أَرْتَاح مِثْلَ ذَلِكَ وَاستَدعُوا الْمَدَد مِن الْفِرِنْج. وَهَذَا كُلُّهُ لِقُبْح سَيْرِه يَاغِي سِيَان وَظُلْمِهِ فِي بِلَادِهِ».
كان له ابن هو الأمير شمس الدولة وابنته التي تزوجت من الملك رضوان بن تتش بن ألب أرسلان بن داوود بن ميكائيل بن سلجوق ملك حلب. ولما مات الملك رضوان تولى الحكم ابنه ألب أرسلان (الأخرس) وعمره ست عشرة سنة وهو ابن بنت الأمير ياغي سيان. وسمي بالأخرس لأنه كان يعاني من تمتمة في صوته.
دبّ الخلاف بين ياغي سيان أمير أنطاكية ورضوان بن تُتُش أمير حلب، بِالإضافة إلى النزاعات بين الأخوين رضوان ودقَّاق أمير دمشق. وتفصيل ذلك أنَّ رضوانًا رغب في انتزاع دمشق من أخيه لشدَّة حُبِّه لها وتفضيله إيَّاها على سائر البلاد، كونه ترعرع فيها ويعرف محاسنها. فزحف بِصُحبة ياغي سيان على دمشق لِطرد دقَّاق منها، ولكنَّهُ فشل في ذلك وارتدَّ عائدًا إلى حلب. ولم يلبث أن ترك ياغي سيان جانب رضوان وانضمَّ إلى أخيه وغريمه دقَّاق، وأغراه على أن يُهاجم رضوان في حلب. ولكنَّ دقَّاق فشل هو الآخر في هُجُومه على حلب، على الرُغم من مُساعدة ياغي سيان له. وبِهذا حُرم ياغي سيان - بِخيانته لِأمير حلب - من الحُصُول على مُساعدة أقرب القوى الإسلاميَّة إليه عندما دهمه الخطر الصليبي في أنطاكية.
عند وُصُول الصليبيين إلى شماليّ الشَّام وشُرُوعهم بِالإغارة على القُرى المُحيطة بِأنطاكية، كان ياغي سيان في طريق عودته إلى المدينة قادمًا من شيزر، فانزعج ما أن علم بِالمُستجدات، ثُمَّ أخذ يلتمس الحُلفاء، فأرسل فورًا ابنه شمس الدولة إلى دقَّاق وأتابكه ظاهر الدين طُغتكين، كما أرسل ابنه الآخر مُحمَّد إلى سلاطين الشرق وأُمرائه، بما فيهم كربوقا صاحب الموصل، وكتب إلى جناح الدولة حُسين بن ملاعب الأشهبي صاحب حِمص، ووثَّاب بن محمود، وبني كلاب؛ يستحثهم على القُدُوم لِلجهاد ضدَّ الصليبيين. وتجنَّب ياغي سيان دعوة رضوان خوفًا من أن يُقدم صاحب حلب على التخلُّص منه وإعادة أنطاكية إلى حُكمه، ومن جهته فإنَّ رضوان لم يبذل لهُ المُساعدة نظرًا لِخيانته إيَّاه، على الرُغم ممَّا في ذلك من قصر نظرٍ سياسيٍّ.
أعدَّ دقَّاق حملةً لِإنقاذ المُسلمين في أنطاكية، ونهض طُغتكين وجناح الدولة لِلمُساعدة؛ وأدرك كربوقا الذي عُدَّ أهم الأُمراء المُسلمين في أعالي الجزيرة الفُراتيَّة، ما يُهدِّد ديار الإسلام كُلِّها من الخطر الصليبي، لِذلك أعدَّ جيشًا كبيرًا لِنجدة أنطاكية، وحشد ياغي سيان في تلك الأثناء كُلَّ ما لديه من أقواتٍ، وشرع في توفير المُؤن استعدادًا لِحصارٍ طويل. ومن جهتهم، انخرط الصليبيُّون في اللُعبة السياسيَّة في المشرق الإسلامي بعد أن فرضوا وُجُودهم في شماليّ الشَّام. فبالإضافة إلى أنَّهم وقفوا على أوضاع المُسلمين المُتردية، راحوا يبثُّون الطُمأنينة في نُفُوس الفاطميين ويُعطونهم صُورةً غير حقيقيَّة عن مشاريعهم في الشَّام، كما طمأنوا سلاجقة الشَّام بِأنَّهم لا يطمعون إلَّا في استرداد الاماكن والبُلدان التي كانت تابعة لِلبيزنطيين في الماضي، أي الرُّها وأنطاكية واللاذقيَّة.

## حصار أنطاكية

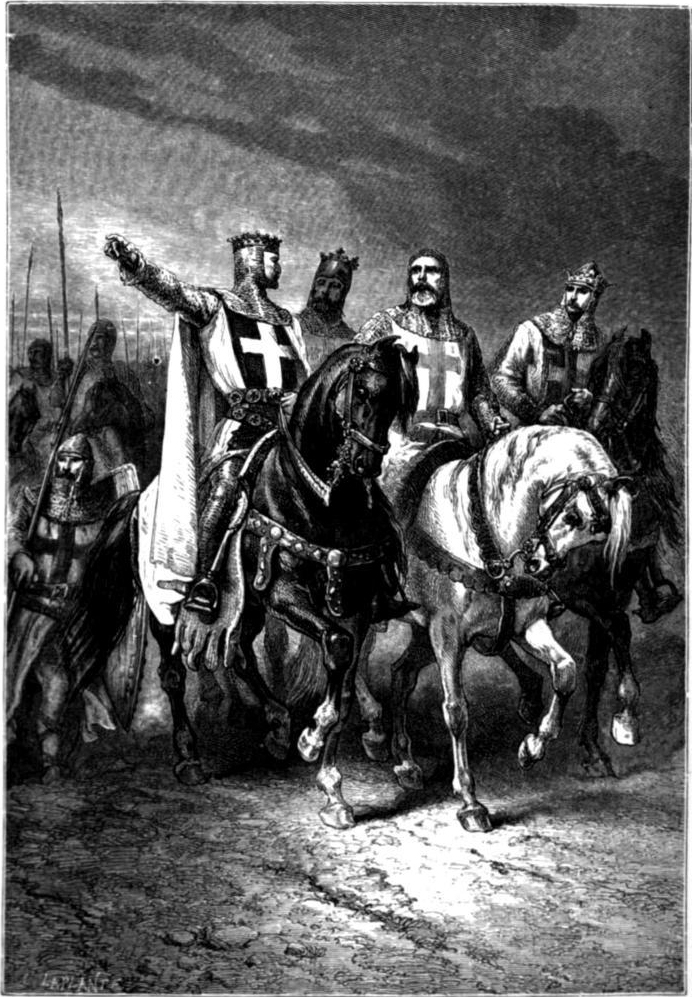
القادة الصليبيُّون الأربعة الذين شهدوا حصار أنطاكية، من اليمين إلى اليسار: تانكرد ثُمَّ ريموند الصنجيلي ثُمَّ بوهيموند الأطرانطي ثُمَّ گودفري البويني.

علم ياغي سيان بأن جيشاً صليبياً يسير عبر الأناضول قادماً إلى أنطاكية، ورغم التحالف، إلا أن ياغي سيان تُرك بمفرده مع جيشه في أنطاكية ليواجه الحملة الصليبية الأولى. استعدادًا للحصار، قام ياغي سيان بنفي العديد من القادة المسيحيين لكنائس الروم الأرثوذكس والأرمن الأرثوذكس، الذين اعتبرهم غير موثوق بهم، فيما إنقاذ السريان الأرثوذكس في الغالب، لاعتبارهم أكثر ولاءً له، ومعادون لليونانيين والأرمن.
مروراً بجبال طوروس ومن خلال طريقين مختلفين وصلت الحملة الصليبية الأولى إلى أنطاكية خلال الشتاء أواخر1097 م، حوصر ياغي سيان في أنطاكية مدة 9 شهور، حيث طلب المساعدة من دقاق عندما توغلت «مجموعات البحث عن الطعام الصليبية» في أماكن أبعد، وعُرف لياغي سيان من مخبريه أن هناك خلافات بين المسيحيين، حيث أراد كل من ريمون تولوز وبوهيموند المدينة لأنفسهم. فبينما كانت قوات بوهيموند تبحث عن الطعام بعيدًا في 29 ديسمبر 1097، تلقى باغي سيان نبأ مغادرة جزءاً كبيراً من الصليبيين معسكرهم، لنفاد مخزون جيش الصليبيين من المواد الغذائية والمؤن، فقام بغارة ليلية مفاجأة على المعسكر الصليبي الواقع شمال نهر العاصي. وبدأ يتسبب في خسائر كبيرة لدى لصليبيين، وكان من بين ضحايا الهجوم حامل لواء البابا لجيش الصليبيين. إلا أن ريمون تولوز (قائد الصليبيين) جمع بسرعةً فيلق من الفرسان لمواجهة هذه الغارة المفاجئة، ونظم على الفور هجومًا كثيفًا لسلاح الفرسان. سرعان ما تراجعت وحدة المشاة (لجيش ياغي سيان) إلى القلعة بإنتظام، كي لا تصتدم بهجوم الفرسان الثقيل.
في 30 ديسمبر، مُنيت التعزيزات التي أرسلها دقاق بالفشل من قبل مجموعة بوهيموند التي كانت تبحث عن الطعام حيث تراجعت القوات إلى حمص. ولم يدرك جيش دمشق أن جيشًا صليبيًا نورمانديًا آخر تحت قيادة بوهيموند كان يتأخر قليلاً عن هذا الجيش الصليبي، حيث لم يجرِ بحثًا وملاحظة جيدة، وبتأخير جيش بوهيموند قليلاً، تم تشتيت انتباه جيش دمشق وخسر المعركة.
ويبدو أنَّ المُسلمين تفرَّقوا بعد ذلك، فقبع دقَّاق في دمشق هادئًا، وظلَّ مُدَّةً بعد معركة البارة لا يُحاول التدخُّل لِدفع خطر الصليبيين عن أنطاكية. ولم يتمكَّن رضوان من الاستمرار طويلًا في موقفه السلبي بعد الأحداث العاصفة التي تعرَّض لها شماليّ الشَّام نتيجة احتلال الصليبيين لِلرُّها وحصارهم لِأنطاكية، ومُهاجمتهم لِأعمالها، وعلى الرُغم من علاقته السيِّئة مع ياغي سيان إلَّا أنَّهُ استمرَّ يعُدُّه تابعًا له، وأنَّ أنطاكية هي من أملاكه، كما أنَّ ياغي سيان وجد نفسهُ بِحاجةٍ إلى قُوَّة رضوان لِتُساعده في إنقاذ أنطاكية؛ فأرسل ابنه إلى حلب لِاسترضائه والاعتذار لهُ عمَّا مضى، ويستحثُّه لِلعمل على إنقاذ أنطاكية.
أدرك رضوان أخيرًا أنَّهُ لا بُدَّ من تناسي الماضي، وأعلن أسفهُ وحُزنه لِتراخيه وامتناعه عن مُساعدة ياغي سيان الذي أدَّى إلى وُصُول الصليبيين إلى أنطاكية، وقرَّر الإسراع في الخُرُوج لِمُساعدة المدينة، فخرج من حلب على رأس قُوَّةٍ عسكريَّة وتوجَّه إلى أنطاكية، وصحبه سُقمان بن أرتق الذي قدم من ديار بكر، وصهره أمير حماة، وقُوَّاتٌ من حمص، ومُقاتلون من الأراتقة. احتشدت القُوَّات الإسلاميَّة في حارم بعد أن استعادتها من الصليبيين واتخذتها قاعدة انطلاق. وقضت الخطَّة المُتفق عليها أن تُهاجم هذه الجُيُوش أنطاكية فجأة، ويخرج ياغي سيان في الوقت نفسه من المدينة لِمُهاجمة الصليبيين من الاتجاه المُقابل، وبذلك يقع الغُزاة بين فكيّ الكمَّاشة. على أنَّ نصارى حلب وحارم، من السُريان والأرمن، علموا بِتلك الخطَّة، فأرسلوا سرًّا إلى الصليبيين أمام أنطاكية يُخبرونهم بِتفاصيلها حتَّى لا يُؤخذوا على غرَّة، فوضع بوهيموند خطَّةً مُضادَّةً لِمُواجهة الموقف تقضي بِبقاء المُشاة داخل المُعسكر الصليبي لِإحباط المُحاولات من داخل المدينة لِلهُجُوم على المُعسكر، على أن يخرج الفُرسان لِصدِّ زحف المُسلمين، واختار مكانًا حصينًا بين بُحيرة العمق ومجرى نهر العاصي، يستطيع منهُ أن ينقض على المُسلمين عند تقدُّمهم لِعُبُور الجسر.
وفي يوم 4 ربيع الأوَّل 491هـ المُوافق فيه 9 شُباط (فبراير) 1098م، أضحى المُسلمون على مرأى من الصليبيين الذين بادروهم بِالهُجُوم، وجرى قتالٌ بين الطرفين انتهى بِاندحار المُسلمين الذين تراجعوا إلى قلعة حارم. والواقع أنَّ الصليبيين حشروهم في بُقعةٍ ضيِّقةٍ، بين البُحيرة والنهر، ففقدوا حُريَّة الحركة والانتشار الضروريين لِلانتصار، وعجزوا عن استخدام أساليبهم القتاليَّة المألوفة كإطلاق السهام ثُمَّ الانسحاب بعد ذلك، كما لم يستطيعوا تحمُّل ضغط القتال، وانتهى الأمر بِهزيمتهم وطاردهم الصليبيُّون. وعندما رأت حامية القلعة حرج الموقف لاذ أفرادها بِالفرار بعد أن أشعلوا فيها النيران، وبِذلك استولى الصليبيُّون على حارم يُعاونهم أهلها من السُريان والأرمن. وكان استيلاء الصليبيين على حارم نصرًا كبيرًا نظرًا لِأهميَّتها في حماية أنطاكية من ناحية حلب. وفي الوقت الذي كانت تجري فيه المعركة، هاجم ياغي سيان المُعسكرات الصليبيَّة المُحاصرة لِمدينته، ولاح لهُ النصر لولا أن تغيَّر وجه القتال فجأة، فما أن قدم الفُرسان الظافرين يحملون رؤوس ضحاياهم في معركة العمق، حتَّى أدرك ياغي سيان أنَّ الجيش الإسلامي القادم لِنجدته حلَّت به الهزيمة، فانسحب بِرجاله عائدًا إلى داخل المدينة، في حين قذف الصليبيُّون رؤوس القتلى داخل الأسوار لِيعلم ياغي سيان ما حلَّ بِحُلفائه.
هذه المرة توجه محافظ أنطاكيا لكربغا أتابك الموصل في عام 1098،عندما سمع بحصار أنطاكية من قبل الصليبيين قام بجمع جنوده وسار إلى تحرير المدينة، في طريقه حاول استعادة الرها التي احتلها بالدوين الأول حديثاً حتى لا يترك أية حاميات للفرنجة خلفه في طريقه إلى أنطاكية، إلا أن كربغا أُجبر على الانسحاب والتراجع أمام الجيش الصليبي الذي كان كبيراً للغاية، وعاد إلى الموصل.

## سقوط أنطاكية

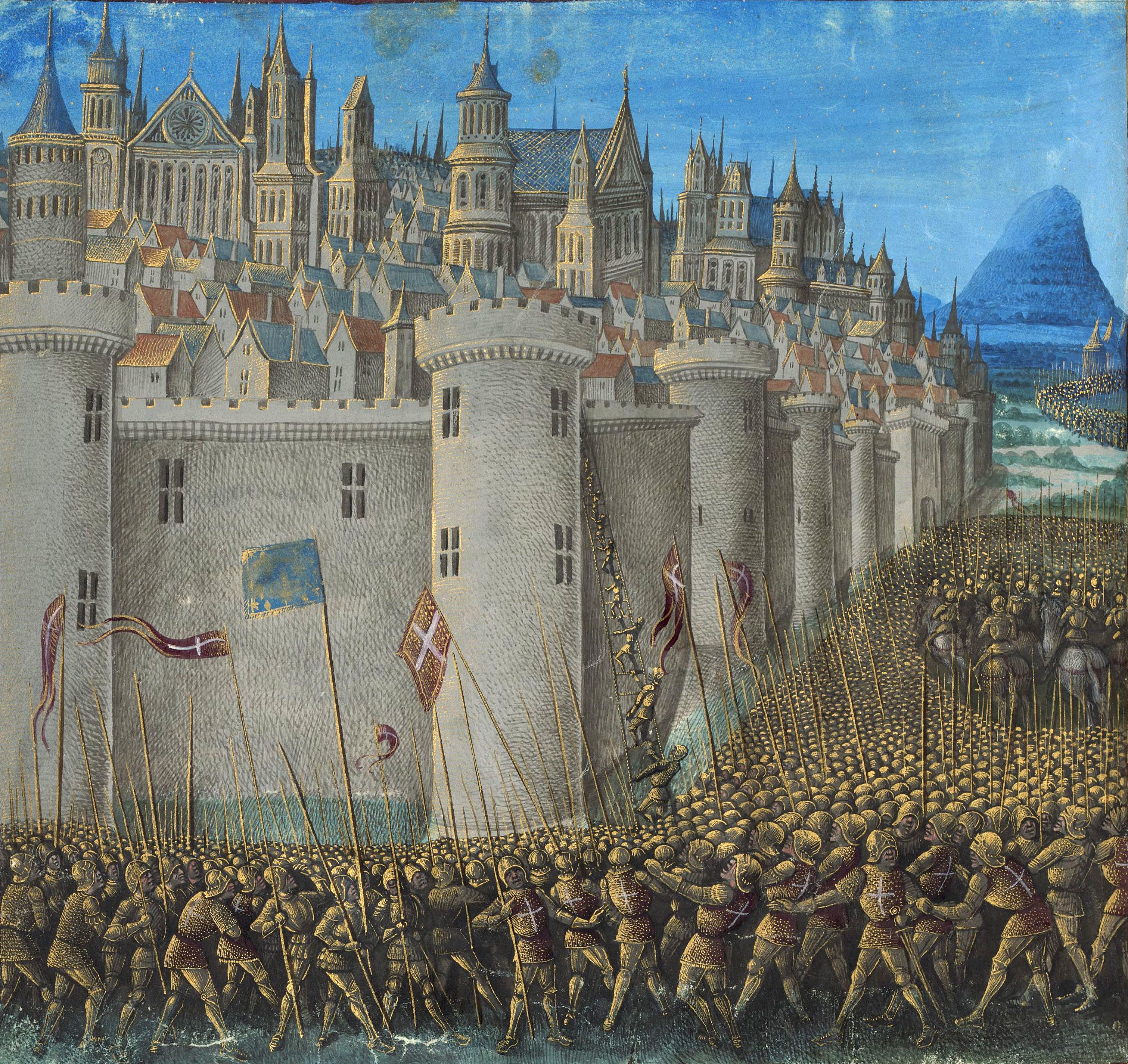
مُنمنمة فرنسيَّة تعود لِقُرابة سنة 1474م، تُصوِّرُ حصار الصليبيين لِأنطاكية.

تم بناء جدران قلعة أنطاكية على تل شديد إلانحدار، وتم بناء الجدران بطريقة لا يمكن حتى لقوات صغيرة المرور بها. ومع ذلك، في بعض أجزاء الجدران، أتيحت الفرصة للأفراد داخل القلعة وخارجها للتحدث فيما بينهم، كذالك الدخول والخروج من وإلى القلعة. وأتاح ياغي سيان فرصة للسكان المحليين للتحدث إلى عائلاتهم داخل القلعة ولاعطاء مواقفهم من المحادثات والتفاوضات. ونتيجة للذلك، شكل القادة المسيحيون الصليبيون (خاصة بوهيموند، الذي كان عينًا لحكم أنطاكيا) وياغي سيان شبكة تجسس بأقصر وقت ممكن. وهكذا، بدأ الطرفان في استخدام إمكانيات التعلم مما فعله الطرف الآخر وما يريدانه باستخدام شبكات التجسس.
في الوقت الذي توجه محافظ أنطاكية إلى الموصل لطلب المساعدة من كربغا، علم الصليبيون أن عليهم الاستيلاء على المدينة قبل وصول التعزيزات الجيش، فأقام الصليبيون بالقرب من قلعة أنطاكية على تلً قريب، وكان ياغي سيان قد عهد إلى قائد أرمني أسلم أخيرًا بحماية أبراج المدينة، يدعى فيروز أو بالزرّاد لكن هذا الأرمني خان المسلمين فسلمها إلى الأعداء مقابل رشوة!، حيث أراد هذا الأرميني (الذي كان يعمل مُصلِحاً للدروع) بإلانتقام من عقاب ياغي سيان الذي سجنه بسبب أنشطته في السوق السوداء فصادر ماله وغلَّته، ومع اكتشف القائد الصليبي بوهيموند لذلك، اتصل به من خلال شبكة تجسس وتفاوضا سراً على جدران القلعة، ووعده بتبرعات ضخمة من الذهب والأرض إذا كان بإمكانه إدخال الصليبيين إلى المدينة. وإيمانًا منه بهذه الوعود، فتح فيروز النافذة للصليبيين في «برج الأختين»، أحد الأبراج العظيمة لأسوار مدينة أنطاكيا، وكان ليلة 28 جُمادى الآخرة 491هـ المُوافق فيه 2 حُزيران (يونيو) 1098م. وتسلق بوهيموند هذه النافذة أولاً، ثم تسلقت فرقة من الصليبيين المختارة للبرج، وانتقلت إلى شوارع المدينة، ونجحت هذا الخيانة في فتحِ أبواب المدينة أمام القوات الصليبية التي كانت مختبئة أمام البوابات، وانتشرت قوات الصليبيين في شوارع المدينة ونشب القتال بين الطرفين. وفي 3 يونيو، تمكن الصليبيين من الاستيلاء والسيطرة على مدينة أنطاكيا.
وأوقع الصليبيُّون بأهل المدينة من المُسلمين مذبحةً رهيبة، وطالت سُيُوفهم بدايةً الأثرياء، فاقتحموا بُيُوتهم وقتلوا الرجال والنساء والأولاد والخدم واستولوا على ما وجدوه فيها من نفائس، وحاولوا الاستيلاء على قلعة المدينة في اليوم نفسه، لكنَّهم فشلوا، وجُرح بوهيموند أثناء هذا الهُجُوم الفاشل. يقول وليم الصوري واصفًا المجزرة التي وقعت في أنطاكية:
| ياغي سيان | … وَتَرَدَّدَ فِي أَنْحَاءِ الْمُعَسْكَر قَرْع الْأَسْلِحَة، وَقَعْقَعَة السُّيُوف البَرَّاقَة، وَصَهِيل الْخَيْل، وَصُرَاخ الرِّجَال، وَاخْتَلَطَ الحَابِلُ بِالنَّابِلِ… وَتَجَمَّع عَلَى أَسْوار أَنْطَاكِيَة وَفَوْقَ أَبْرَاجِهَا، نِسَاء الْمَدِينَة وَبَنَاتُهُنَّ وِصِغَارَهُنَّ وَشُيُوخ الْبَلَد، وَكُلُّ مَنْ لَيْسَ عِنْدَهُ قُدْرَةٌ عَلَى الدّفَاعِ عَنْ نَفْسِهِ، يُشَاهِدُون - مِنْ مَكَانهمْ الَّذِي يَقِفُون فِيه - المَذبَحَة الَّتِي تَجْرِي مِنْ تَحْتِهِمْ، وَعَلَا بُكَاؤُهُم وَرَاحُوا يَنْدُبُون مَصَارِع أَصْحَابِهِم وَلِسَانُ حَالِهِم يَقُول: "مَا أَسْعَدَ مَنْ تَرَفَّقَ بِهِمْ الْمَوْت فَقَبَض أَرْوَاحَهُم قَبْلَ أَنْ تَمَسَّهُم هَذِه الخُطُوب". أَمَّا الْأُمَّهَات اللَّاتِي كُنَّ يَتَفَاخَرْن بِكَثْرَةِ أَوْلَادَهُنّ، فَقَد أَصْبَحْن مَوْضِع الرَّثَاء وَصَارَت الْعَاقِر مِنْهُنّ أَسْعَدَ مَنْ كُلِّ ذَاتِ وَلَد… وَكَانَت آثَار المَذبَحَة وَاضِحَةٌ كُلّ الْوُضُوح حَوْل الْجِسْر وَالنَّهْرِ الَّذِي تَبَدَّلَ لَوْنُ مِائَة وَرَاح يُصِبْ فِي الْبَحْرِ سُيْلًا جَارِفًا مِنْ الدِّمَاءِ. | ياغي سيان |

فتح باغي سيان باب البلد وخرج هاربًا مع ثلاثين غلامًا. وفي ذلك يقول المؤرخ عز الدين بن الأثير في ‘الكامل‘:
| ياغي سيان | فلما طال مُقام الفرنج على أنطاكية راسلوا أحد المستحفَظين للأبراج، وهو زرّاردٌ (= صانع دروع) يُعرف بـ‘رُوزبة‘، وبذلوا له مالا وإقطاعًا، وكان يتولى حفظ برجٍ يلي الوادي، وهو مبني على شباك في الوادي، فلما تقرّر الأمر بينهم وبين هذا الملعون الزرّاد، جاءوا إلى الشُّبّاك ففتحوه، ودخلوا منه"؛ وسقطت المدينة بسبب هذه الخيانة! | ياغي سيان |

## مقتله
ويروي ابن الأثير في الكامل في التاريخ ما نصه:
| ياغي سيان | أما باغي سيان فإنه لما طلع عليه النهار رجع إليه عقله وكان كالولهان فرأى نفسه وقد قطع عدة فراسخ فقال لمن معه: أين أنا فقيل: على أربعة فراسخ من أنطاكية فندم كيف خلص سالمًا ولم يقاتل حتى يزيلهم عن البلد أو يقتل وجعل يتلهف ويسترجع على ترك أهله وأولاده والمسلمين فلشدة ما لحقه سقط عن فرسه مغشيًا عليه فلما سقط إلى الأرض أراد أصحابه أن يركبوه فلم يكن فيه مسكة قد قارب الموت فتركوه وساروا عنه واجتاز به إنسان أرمني كان يقطع الحطب وهو بآخر رمق فقتله وأخذ رأسه وحمله إلى الأفرنج في انطاكية | ياغي سيان |

في ليلة 3 يونيو 1098 هاجم الصليبيون مدينة أنطاكية بعد 9 شهور من الحصار، وبقي شمس الدولة (ابن باغي سيان) محاصراً في القلعة عندما تركها ياغي سيان ورفاقه هرباً، فأصابه الغم والحسرة عندما سمع أن ابنه محبوسًا في القلعة مع القوات التي جمعها وندم على تركه. فبينما كان يسافر على دربً جبلي وهو في حزنٌ عميق، فقد وعيه وسقط من على حصانه وأصيب بجروح خطيرة. فأراد رجاله وضعه على حصانه مرة أخرى، لكن عندما رأوا أنه يحتضر، غادروا وتركوه. في غضون ذلك، وجدهُ فلاحاً أرميني قام بقطع رأسه وأرسله هديةً إلى بوهيموند.